# وزارة نوري السعيد الثانية
تشكلت وزارة نوري السعيد الثانية أو الوزارة السعيدية الثانية كانت برئاسة نوري السعيد بتاريخ 19 تشرين الأول 1931 خلفا لوزارته الأولى.

## تشكيلة الوزارة
تأسست الوزارة في 19 تشرين الأول 1931، واستمرت حتى 27 تشرين الأول 1932، وكانت كما يلي:
- رئيس الوزراء: نوري السعيد
- وزير الخارجية: جعفر العسكري
- وزير الدفاع: جعفر العسكري (كذلك)
- وزير الداخلية: ناجي شوكت
- وزير المالية: رستم حيدر
- وزير العدلية: جمال رشيد بابان
- وزير المواصلات والأشغال: محمد أمين زكي
- وزير المعارف: عبد الحسين الجلبي